# Памятный знак Нежинской подпольной комсомольско-молодёжной организации
Памятный знак Нежинской подпольной комсомольско-молодёжной организации — памятник истории местного значения в Нежине.

## История
Решением исполкома Черниговского областного совета народных депутатов трудящихся от 31.05.1971 № 286 присвоен статус памятник истории местного значения с охранным № 59 под названием Братская могила членов Нежинской подпольной комсомольско-молодёжной организации Я. П. Батюка, расстрелянных немецко-фашистскими захватчиками в сентябре 1943 года.

## Описание
Памятный знак расположен с левой стороны от главных ворот Центрального (Троицкого) кладбища — угол Космонавтов и Станислава Прощенко — возле дорожки, которая ведёт к ритуальному залу. Тут были перезахоронены 26 человек Нежинской подпольной комсомольско-молодёжной организации, которой руководил Я.П. Батюк. Подпольщики были расстреляны в 1 км от ж/д вокзала — Место расстрела.
В 1949 году на могиле был установлен обелиск, а в 1983 году надгробие было реконструировано. Архитектор — В. О. Кобец. Над стилобатом в форме треугольника из коричневого гранита подымаются три вертикальные стелы, которые символизируют собой развёрнутые страницы книги жизни тех, кто тут похоронен. На одной из них высечены имена погибших подпольщиков, на второй — памятная надпись: «Вечная слава патриотам павшим в борьбе с фашизмом» и ниже «Никто не забыт Ничто не забыто». Не левой странице высечен текст: «Здесь похоронены члены Нежинской подпольной организации руководимой героем Советского Союза Яковом Петровичем Батюком Расстреляны немецко-фашистскими захватчиками 7 сентября 1943 года» и далее ниже список имен.